# Sint-Martinuskerk (Bambrugge)

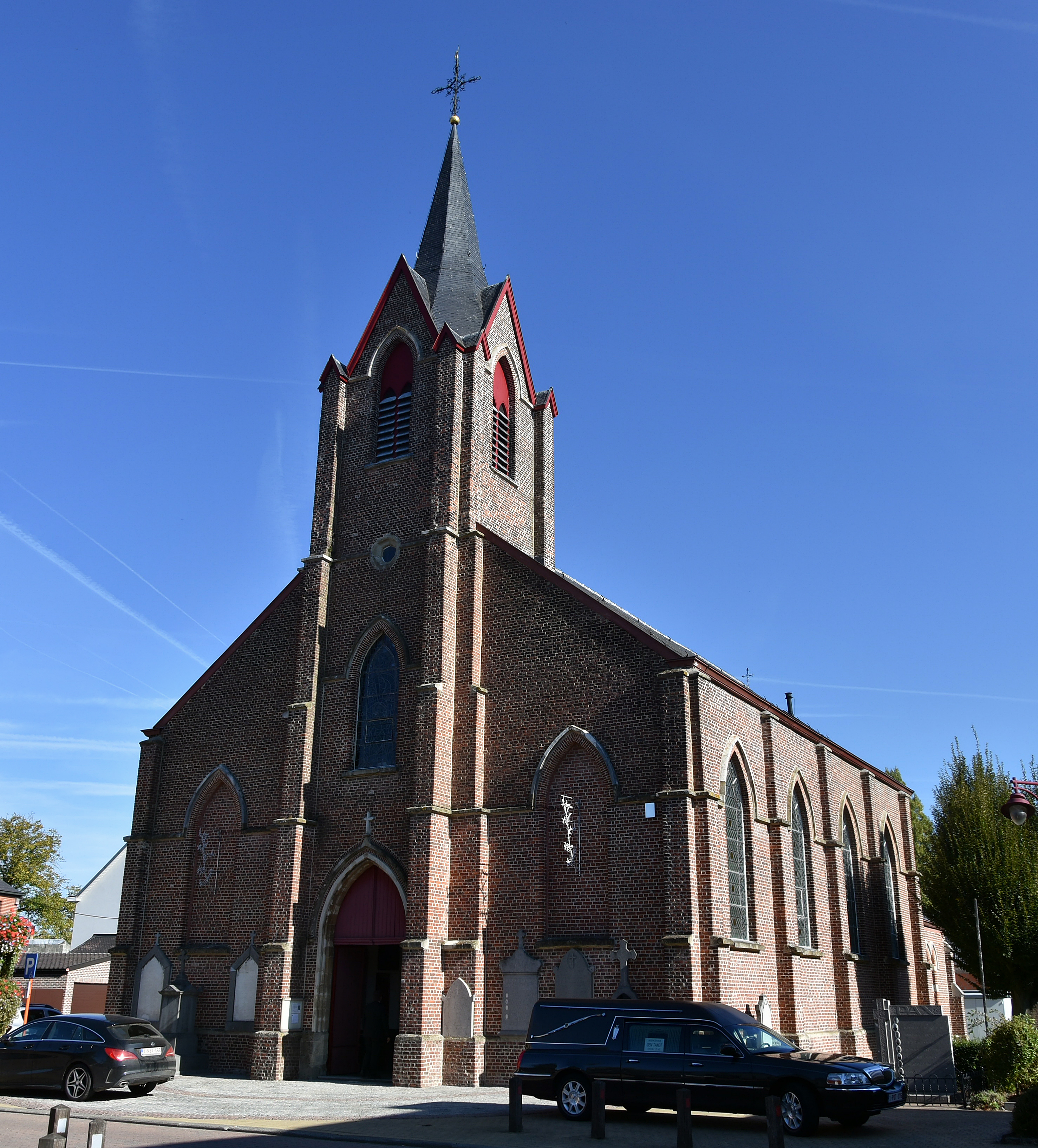
De Sint-Martinuskerk

De Sint-Martinuskerk is een kerkgebouw in de Belgische deelgemeente Bambrugge en toegewijd aan Martinus van Tours.
Deze neogotische kerk werd gebouwd tussen 1853 en 1874 met een kerktoren met achtzijdige spits aan de westkant en een schip met drie beuken en sacristies aan de noord- en zuidkant. Het is een bakstenen gebouw, op een sokkel van bak- en zandsteen.
Het barokke altaar is gemaakt uit gemarmerd hout. Het doopvont is 18e-eeuws, de preekstoel 19e-eeuws.